# Pioneer Zephyr

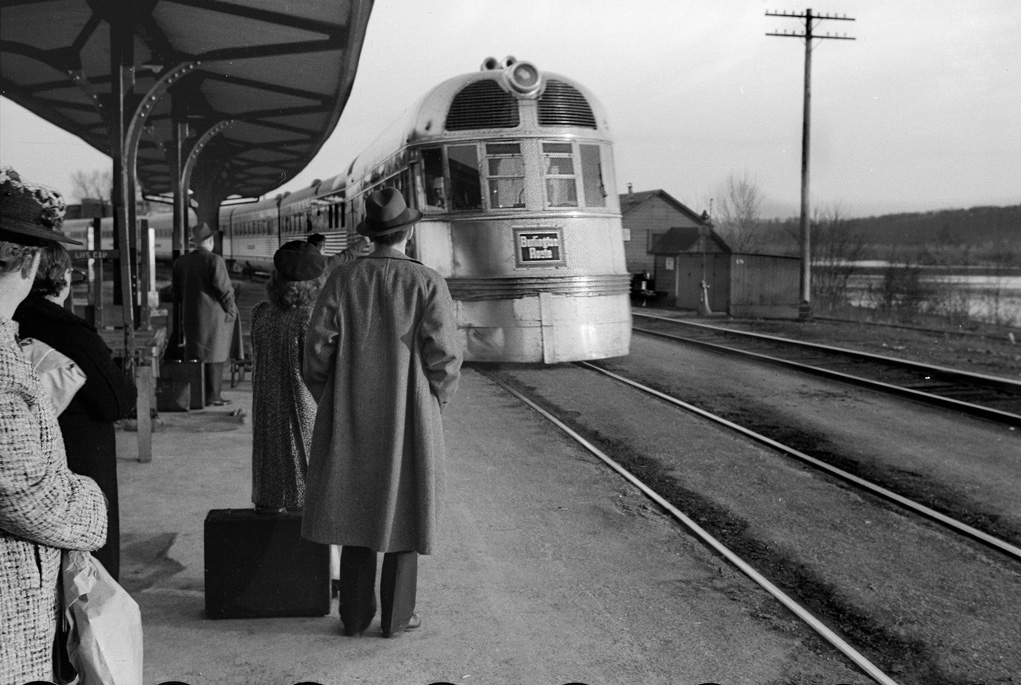
Burlington Zephyr en Dubuque este, Illinois.

El Pioneer Zephyr es un tren automotor diésel-eléctrico, con los vagones unidos en forma permanente mediante bojes compartidos, construido por la Empresa  Budd en 1934 para la compañía "Ferrocarril de Chicago, Burlington y Quincy" (Chicago, Burlington and Quincy Railroad, siglas: CB&Q), familiarmente llamada Burlington. El tren, cuyo aspecto exterior resalta por el uso de acero inoxidable, fue inicialmente llamado Céfiro (Zephyr) y su destino inicial era la promoción de los trenes de pasajeros en los Estados Unidos. La construcción del tren incluía innovaciones como la soldadura de choque, para unir las láminas de acero inoxidable y las articulaciones para reducir el peso del tren.
El 26 de mayo de 1934, estableció el récord de tiempo para un viaje entre Denver, Colorado y Chicago, Illinois al lograr recorrer los 1.633 km (1.015 millas) sin paradas en 13 horas 5 minutos con una velocidad promedio de 124 km/h (77 mph). En un sector del recorrido llegó hasta 181 km/h, 5 km/h por debajo del récord mundial de velocidad para trenes de la época. Este recorrido histórico inspiró dos películas y le valió el nombre de "Silver Streak" (marca de plata).
La rama de tren entró en servicio regular el 11 de noviembre de 1934 entre Kansas City, Misuri, Omaha, Nebraska y Lincoln, Nebraska. Operó en esta ruta hasta su retiro en 1960 y fue donada al Museo de Ciencia e Industria (Chicago), donde permanece en la parte exterior y forma parte de la exposición de aerodinámica. Generalmente se le atribuye a este tipo de tren el ser el pionero en el diseño aerodinámico de trenes en los Estados Unidos.

## Diseño y construcción

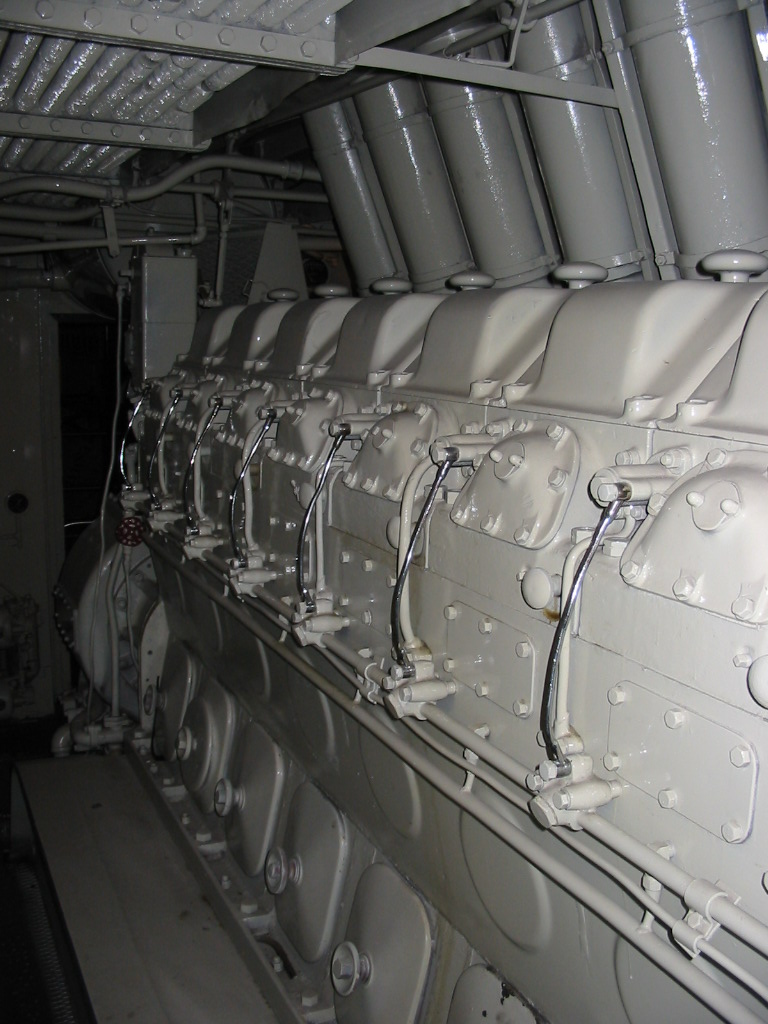
El motor del Pioneer Zephyr

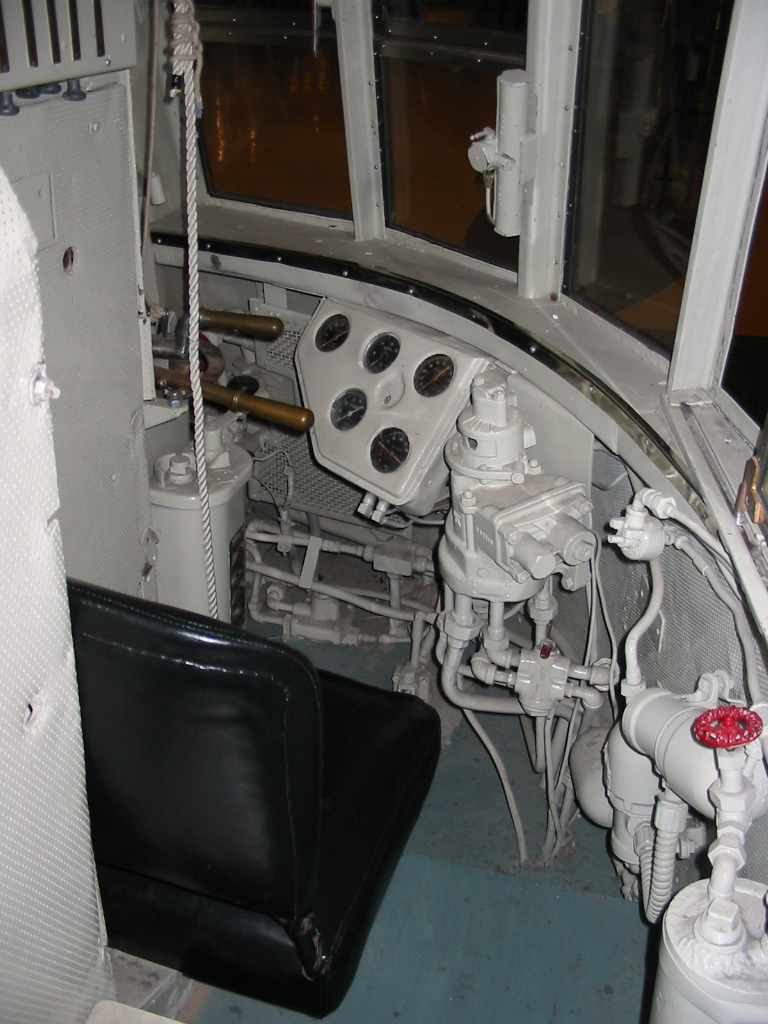
Cuadro de mandos del Pioneer Zephyr.

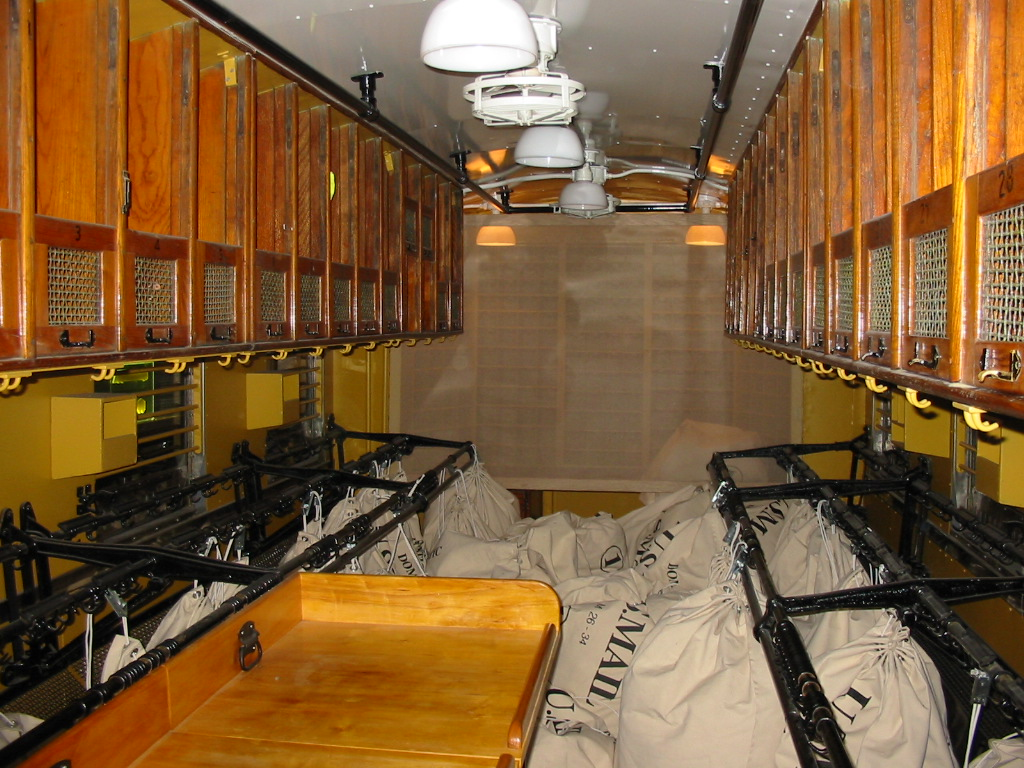
Sección postal del Pioneer Zephyr.

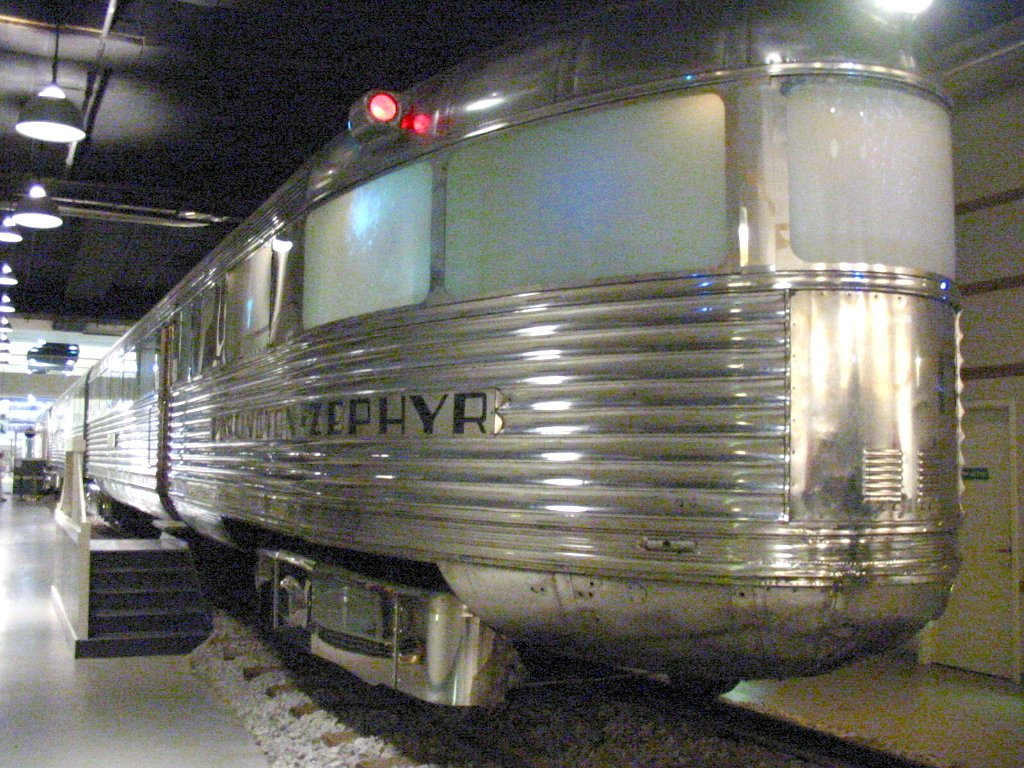
El coche de observación del Pioneer Zephyr. En el Museo de Ciencia e Industria (Chicago) en 2003.

A principios de los años 1930, los Estados Unidos estaban inmersos en la gran depresión y el transporte por ferrocarril sufría un retroceso en el número de pasajeros que lo utilizaban con respecto a la década anterior. Adicionalmente, los trenes de pasajeros eran esencialmente los mismos desde mediados del siglo XIX, de manera que hacía falta revisar el concepto de tren de pasajeros.
El empresario Ralph Budd decidió aceptar el reto de la renovación. Había dirigido la línea ferroviaria Gran Tren del Norte y ahora dirigía la empresa Trenes de Chicago, Burlington y Quincy (Chicago, Burlington and Quincy Railroad o CB&Q), que necesitaba un nuevo tren que animara a viajar nuevamente a los pasajeros. El nombre del tren se inspiró en los Cuentos de Canterbury, de una historia en la que se menciona a Céfiro, el amable y nutriente viento del oeste. Budd pensó que Céfiro sería un excelente nombre para el tren que deseaba construir.
En 1932 Ralph Budd se reunió con Edward G. Budd (sin relación de parentesco), un pionero de la industria del acero para automóviles y fundador de la Empresa Budd. Edward Budd demostraba su nueva línea de construcción con una locomotora hecha de acero inoxidable. El acero inoxidable tenía muchas ventajas sobre la madera y el acero endurecido que se utilizaba tradicionalmente para la estructura de los vagones. Era un material más liviano y más fuerte, y su apariencia natural y resistencia a la corrosión ahorraba el tener que pintarlo para protegerlo de la lluvia. Al ser la estructura de los vagones más liviana, se podía aumentar el peso por vagón, mejorando la rentabilidad de cada viaje.
El problema para utilizar acero inoxidable era que no se disponía de un tipo de soldadura adecuada para unir las piezas, hasta que la Empresa Budd patentó la técnica de soldadura de choque. El 20 de agosto de 1932, Earl J. Ragsdale, ingeniero de la Empresa Budd, solicitó una patente para un "Método y proceso de soldadura eléctrica". El 16 de enero de 1934, la Oficina de patentes y marcas de los Estados Unidos adjudicó a la Empresa Budd la patente N° 1.944.106 sobre la mencionada técnica. Debido a la naturaleza de los métodos tradicionales de soldadura, no producían uniones lo suficientemente resistentes. Con la soldadura de choque, las dos piezas de metal eran unidas a presión para luego soldarlas con un electrodo en cada lado de la junta. Se hacía pasar un corriente eléctrica muy alta que producía la fusión de las dos piezas.
Otro factor que contribuía a aligerar el Zephyr era el uso de bogies entre cada dos vagones (bojes compartidos) en lugar de tener dos juegos de ruedas por vagón. El tren estaba formado por tres compartimientos articulados. El diseño articulado reduce también peso al eliminar los acopladores entre vagones.
El primer Zephyr fue terminado por la Empresa Budd el 9 de abril de 1934; era impulsado por una máquina Winton, modelo 8-201-A de 8 cilindros y 600 caballos de fuerza. Esta máquina alimentaba un generador eléctrico que a su vez daba energía a motores de tracción eléctricos conectados a los ejes del vehículo motriz.
El diseño exterior del tren fue realizado por el ingeniero aeronáutico Albert Dean, que diseñó la forma en pendiente del frente del tren; trabajó en colaboración con el arquitecto John Harbeson y el diseñador industrial Paul Philippe Cret, quienes encontraron la forma de darle fuerza y elegancia a los lados del tren.
El maquinista del tren se alojaba en una cabina pequeña delante de la unidad motriz. En el primer vagón se hallaba la sección de correos, seguida de la sección de equipaje y una pequeña sección comedor con 20 plazas para pasajeros. El tercer vagón en su diseño original tenía cabida para 40 asientos seguido de una zona de observación al final con capacidad para 12 pasajeros. En total el Zephyr podía transportar 72 pasajeros y 22,7 toneladas de carga. 
La Empresa Budd construyó, con la tecnología desarrollada para el Zephyr, algunas variantes para otras empresas de ferrocarril (como el Flying Yankee) y otras unidades del Céfiro para la línea de Burlington.